# هستيريا النساء
كانت هستيريا النساء (بالإنجليزية: Female hysteria)‏ في الماضي تشخيصًا طبيًا شائعًا للنساء. ولم تعد السلطات الطبية تعترف به كاضطراب طبي، لكن لا يزال لها آثار اجتماعية دائمة. وكان تشخيصه وعلاجه روتينًا لمئات السنين في أوروبا الغربية. وفي الطب الغربي، كانت تُعتبر الهستيريا شائعة ومزمنة بين النساء، وأسقطت الجمعية الأمريكية للطب النفسي مصطلح الهستريا في عام 1952. وعلى الرغم من أنه تم تصنيفها على أنها مرض، إلا أن أعراض الهستيريا كانت مرادفة لجنس الأنثى الوظيفي الطبيعي. وأظهرت النساء اللائي تعرضن له مجموعة واسعة من الأعراض، بما في ذلك الإغماء، والعصبية، والرغبة الجنسية، والأرق، واحتباس السوائل، والثقل في البطن، وضيق التنفس، والتهيج، وفقدان الشهية للطعام أو الجنس، و«الميل إلى التسبب في مشكلة».
وفي الحالات القصوى، قد تُجبر المرأة على دخول مصحة نفسية أو الخضوع لاستئصال الرحم جراحيًا.

## التاريخ المبكر

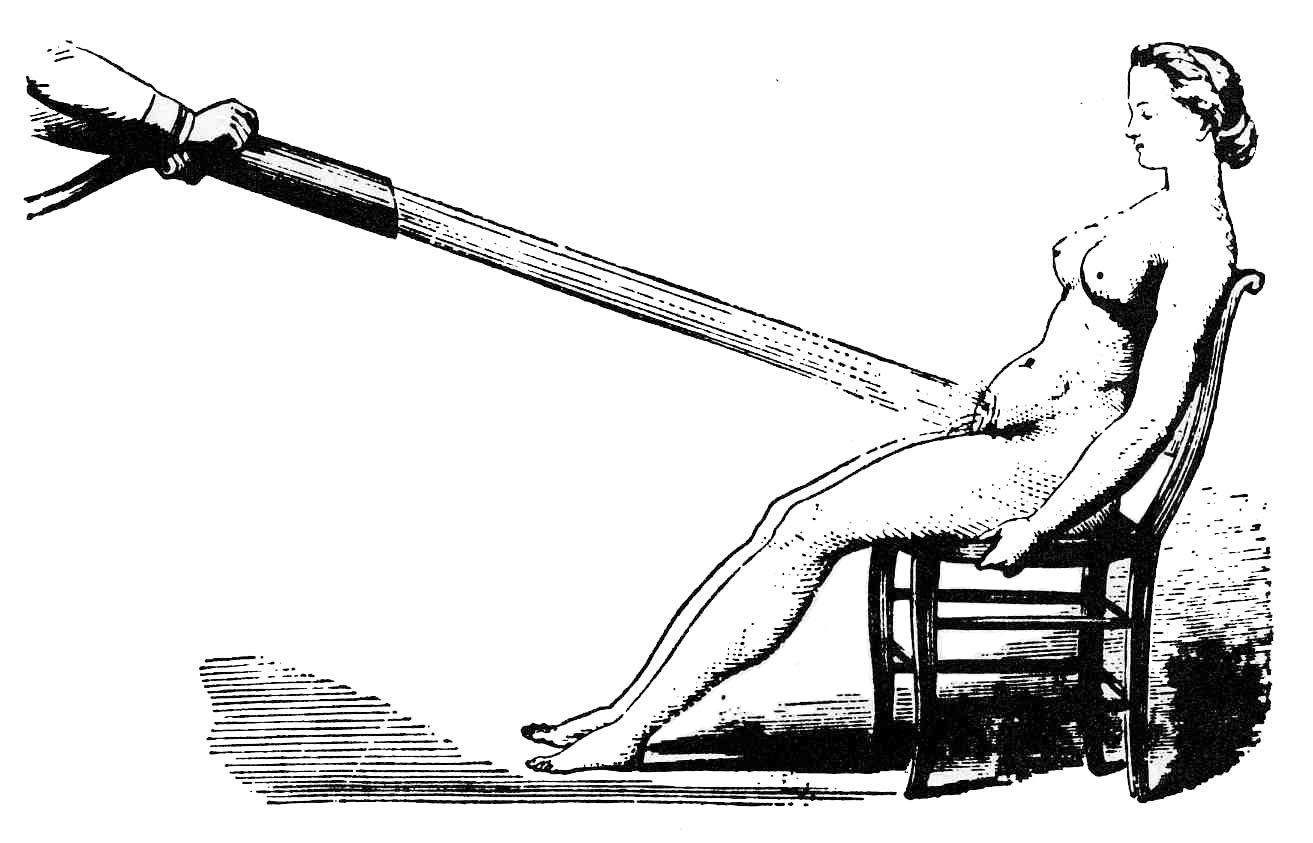
تدليك بالماء كعلاج للهستيريا (c. 1860)

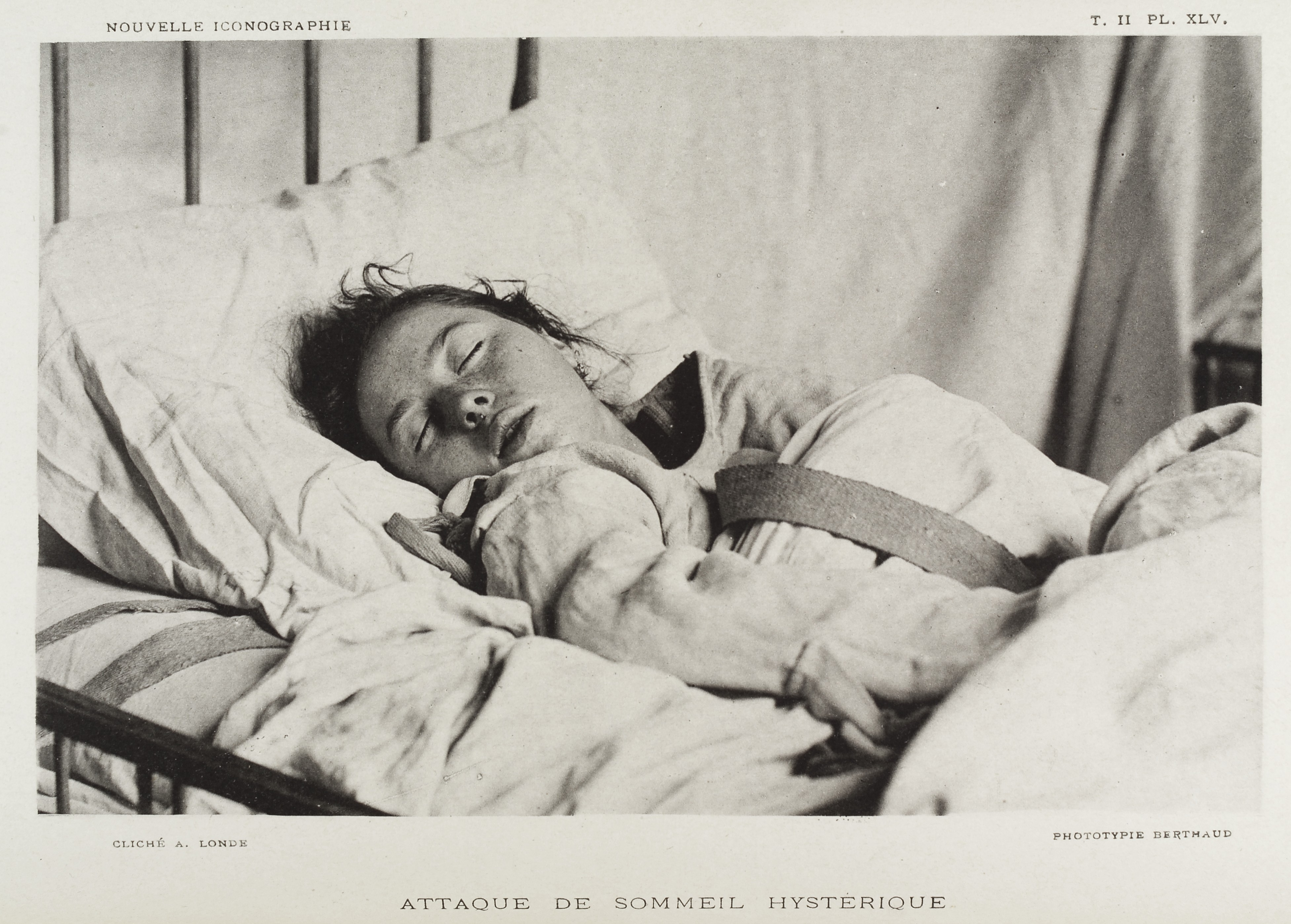
مريضة بهستيريا النوم

يرجع تاريخ الهستيريا إلى العصور القديمة، حيث يعود تاريخها إلى عام 1900 قبل الميلاد في مصر القديمة، وتم العثور على أوصاف الهستيريا داخل جسد الأنثى مسجلة على بردية كاهون. وفي اليونان القديمة، وصفت في أطروحات أمراض النساء لكوربوس أبقراط، التي يعود تاريخها إلى القرنين الخامس والرابع قبل الميلاد. ويقارن طيماوس «حوار أفلاطون» رحم المرأة بمخلوق حي يتجول في جسم المرأة «يعيق الممرات، يعوق التنفس، ويسبب المرض». وفي وقت لاحق، تم النظر إلى مفهوم الرحم المتنقل المرضي كمصدر لمصطلح الهستيريا، الذي ينبع من المعنى اليوناني للرحم (ὑστέρα-hystera).
وكان يُعتقد أن هناك سبب آخر والاحتفاظ بالنطفة الأنثوية المفترضة، والتي يعتقد أنها اختلطت مع السائل المنوي أثناء الجماع، ويعتقد أن النطفة كانت مخزنة في الرحم. ويشار إلى الهستيريا باسم «مرض الأرملة»؛ لأنه يعتقد أن السائل المنوي يتحول إلى سموم إذا لم يتم إطلاقه من خلال الجماع. وإذا كانت المريضة متزوجة، يمكن إكمال ذلك عن طريق الجماع مع زوجها. وبخلاف المشاركة في الجماع الجنسي، كان يعتقد أن النساء يمكنهن إعادة الرحم إلى مكانه بتطهير الوجه والأعضاء التناسلية بالبخار. ومن المفترض أن تطهير الجسم بالعطور الخاصة من شأنه أن يضع الرحم في مكانه الطبيعي في جسم الأنثى.

## القرن السابع عشر
حتى وأثناء القرن السابع عشر، تم تصنيف الأشخاص الذين أظهروا علامات الهستريا على أنهم مرضى عقليًا. وكان يُعتقَد أن المرضى الذين يعانون من الهستيريا وغيرها من أشكال المرض العقلي يمتلكها الشياطين. وبعد هذه الفترة الزمنية، تم تجاهل العلاقة بين الحيازة الشيطانية والهستيريا تدريجيا، ووُصِفت بدلا من ذلك بأنها انحراف سلوكي، وقضية طبية.

## القرن الثامن عشر
في القرن الثامن عشر، أصبحت الهستيريا مرتبطة ببطء بآليات في الدماغ وليس الرحم. وأطلق الطبيب الفرنسي فيليب بينيل سراح مرضى الهستيريا المعتقلين في مصحة سالبيتر في باريس على أساس أن هناك حاجة إلى اللطف والحساسية لصياغة رعاية جيدة. وجادل جان شاركوت بأن الهستيريا مشتقة من اضطراب عصبي، وأظهر أن الهستريا أكثر شيوعا بين الرجال أكثر من النساء.

## القرن التاسع عشر
ادعى جورج بيرد، الطبيب الذي وضع قائمة غير كاملة تشمل 75 صفحة من الأعراض المحتملة للهستيريا، أن أي مرض تقريبا يمكن أن يلائم التشخيص. ويعتقد الأطباء أن الضغط المرتبط بحياة الأنثى النموذجية في ذلك الوقت قد جعل النساء المتحضرات أكثر عرضة للإصابة بالاضطرابات العصبية ولتطوير مسالك إنجابية معيبة. وقد أعرب أحد الأطباء الأمريكيين عن سعادته لكون البلد «يلتحق» بأوروبا في انتشار الهستيريا.
افترضت راشيل ماينز أن الأطباء من العصر الكلاسيكي حتى أوائل القرن العشرين عالجوا الهستيريا بشكل عام عن طريق استمناء المرضى الإناث إلى النشوة الجنسية (التي يطلق عليها اسم «النوبة الهستيرية»)، مما دفع للتطور المبكر للعبة الهزاز. وعلى الرغم من أن نظرية ماينز بأن الهستيريا عولجت عن طريق استمناء المرضى الإناث إلى النشوة الجنسية تتكرر على نطاق واسع في الأدبيات حول تشريح الإناث والجنس، إلا أن بعض المؤرخين يشككون في ادعاءات ماينز حول انتشار هذا العلاج للهستيريا وحول علاقتها باختراع الهزاز، واصفين إياها بأنها تشويه للأدلة أو أنها كانت ذات صلة فقط بمجموعة ضيقة للغاية. وقالت ماينز أن نظريتها يجب أن تُعامل على أنها فرضية وليس حقيقة.
وكان فريدريك هوليك مؤمنًا إيمانًا راسخًا بأن السبب الرئيسي للهستيريا هو سبب موجود في النساء.

## انخفاض

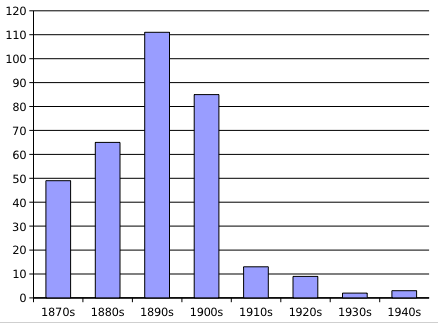
عدد الفرضيات النفسية الفرنسية على الهستيريا

خلال أوائل القرن العشرين، انخفض عدد النساء اللائي شُخصت بهستيريا النساء بشكل حاد. وقد عزا هذا الانخفاض إلى العديد من العوامل، ويدعي بعض المؤلفين الطبيين أن ذلك الانخفاض يرجع إلى اكتساب فهم أكبر لعلم النفس ما وراء اضطرابات التحويل، مثل الهستيريا.
مع العديد من الأعراض المحتملة، اعتُبرت الهستريا تاريخيا تشخيصا قاطعا، حيث يمكن تعيين أي مرض مجهول الهوية. ومع تحسن تقنيات التشخيص، انخفض عدد الحالات الغامضة التي قد تنسب إلى الهستيريا. على سبيل المثال، قبل إدخال تخطيط كهربية الدماغ، كان هناك خلط بين الصرع وبين الهستيريا. وتم إعادة تصنيف العديد من الحالات التي سبق وصفها بالهستيريا بواسطة سيغموند فرويد كعصاب قلق.
كان سيغموند فرويد مفتونًا بحالات الهستيريا، وكان يعتقد أن الهستيريا قد تكون مرتبطة بالعقل اللاواعي ومنفصلة عن العقل الواعي أو الأنا، وكان مقتنعا بأن الصراعات العميقة في العقل، والتي يتعلق بعضها بالدوافع الغريزية للجنس والعدوان، كانت تقود سلوك أولئك الذين يعانون من الهستيريا. وطور فرويد التحليل النفسي من أجل مساعدة المرضى الذين تم تشخيصهم بالهستيريا على الحد من الصراعات الداخلية التي تسبب المعاناة الجسدية والعاطفية. ونتيجة لذلك، جاءت النظريات المتعلقة بالهستيريا من المضاربة البحتة. ولم يتمكن الأطباء من ربط الأعراض بالاضطراب، مما أدى إلى انخفاضها بسرعة.
واليوم، لم تعد هستيريا الإناث مرضًا معترفًا به، ولكن هناك مظاهر مختلفة للهستيريا معروفة في حالات أخرى، مثل الفصام، واضطراب الشخصية الحدي، واضطراب التحويل، ونوبات الهلع.

## روابط خارجية
- Erika Kinetz, "Is Hysteria Real? Brain Images Say Yes" (The New York Times)
- Female Hysteria during Victorian Era